# Der rote Wedding
Der rote Wedding war eine 1929 entstandene Agitproptruppe im Berliner Norden.
Sie entstand als Reaktion auf den sogenannten Blutmai, wo Polizisten vom 1. bis 3. Mai 1929 hauptsächlich im Wedding und in Neukölln, damals bekannte Berliner Arbeiterviertel, mindestens 32 Anwohner erschossen. Sie suchte wie andere derartige Gruppen mit ihren Auftritten die direkte Nähe zu den Arbeitern, indem man zum Beispiel in Freibädern, Schrebergärten oder den Hinterhöfen der Arbeiterviertel auftrat. Ihr gleichnamiges Auftrittslied, das auch in einer von der Gruppe eingesungenen Plattenaufnahme aus dem Jahr 1929 existiert, wurde zudem losgelöst von der Gruppe bekannt und populär.

## Quelle
- Inge Lammel: Vorwärts und nicht vergessen. Musik der Arbeiterbewegung. VEB DSB, 1971.